# Nafusabergen
Nafusabergen är en bergskedja i Libyen. Den ligger i den nordvästra delen av landet, 170 km sydväst om huvudstaden Tripoli.